# Luís Rocha
Luís Alves Coelho Rocha, mais conhecido como Luís Rocha, (Loreto, 6 de julho de 1937 — São Luís, 8 de março de 2001) foi um político brasileiro, que exerceu o mandato de governador do Maranhão.
Pai do empresário e senador Roberto Rocha e do empresário e ex-prefeito de Balsas, Rochinha.

## Dados biográficos
Filho de Raimundo Alves Pereira da Rocha e Maria Coelho Barros da Rocha. Residiu em Balsas e mudou-se para São Luís e na capital do estado presidiu a Casa do Estudante Secundário do Maranhão e algum tempo depois comandou a União Maranhense dos Estudantes Secundaristas. Graças a esse know-how chegou a uma das vice-presidências da União Nacional dos Estudantes na gestão José Serra e formou-se advogado pela Universidade Federal do Maranhão.

## Carreira política
Eleito vereador na capital maranhense pela UDN em 1962, migrou para a ARENA após a instauração do Regime Militar de 1964 e foi eleito deputado estadual em 1966 e 1970. Durante sua estadia no legislativo estadual foi líder do seu partido na Assembleia e secretário-geral do mesmo. A seguir elegeu-se deputado federal em 1974 e 1978. Espancado durante um passeio numa praia em São Luís no início de 1977, interpretou o fato como um incidente motivado por sua atuação política.
Já filiado ao PDS foi eleito governador do Maranhão em 1982 e cumpriu um mandato de quatro anos durante o qual vivenciou as cheias do Rio Itapecuru e do Rio Mearim. Depois ingressou no PFL embora tenha se distanciado do presidente José Sarney quando este apoiou Epitácio Cafeteira para governador em 1986.
Quando o lavrador Antônio Fontenele Araújo foi barbaramente assassinado a mando do fazendeiro Adelino Pereira Lima, os padres da diocese de Bacabal, liderados pelo seu bispo, logo se mobilizaram para exigir das autoridades estaduais e federais providências relacionadas aos assassinatos de lavradores da região, crimes esses atribuídos à União Democrática Ruralista.
O governador Luiz Rocha, simpatizante da UDR, em vez de intervir e tentar apurar os fatos fez uma declaração pública que irritou profundamente o clero maranhense. Acusou diretamente os padres da diocese de Bacabal de incentivarem a luta dos lavradores contra os fazendeiros, acusando-os ainda da compra de armas para os trabalhadores agrícolas dessa feita o fato levou a Dom Pascácio Rettler, a excomungar o governador Luiz Rocha, ato acontecido em 13 de abril de 1986.
Em 15 de março de 1987, deixou o governo para Cafeteira. Após o fim do mandato, não conseguiu se eleger em cargos políticos ou ser nomeados em governo estadual ou municipal e teve influência política reduzida, apesar da popularidade no Maranhão.
Em 1988, candidatou-se à prefeito de Balsas pelo PDC, mas perdeu. Em 1992 insistiu outras vez, mas perdeu também. Finalmente em 1996, quase 10 anos sem nenhum cargo, se candidatou à prefeitura de Balsas, vencendo no 1º turno, assumindo o cargo em 1 de janeiro de 1997.
Na prefeitura, teve umas das melhores administrações bem avaliada, com melhorias nas áreas da saúde, educação, infraestrutura, segundo publicações de jornais da época.
Em 2000, não se candidatou à reeleição, pelo PSDB, estando com os primeiros sinais de saúde frágil, tratando contra diabetes, passando o poder para seu vice Domingos Holanda, o qual se recusou a entregar a prefeitura ao prefeito, alegando fragilidade para governar. Irritado, Luís Rocha, mesmo com a saúde debilitada veio a Balsas, dando apoio ao Jonas Demito, do PDT, eleito no mesmo ano, pela aliança dos aliados de Rocha ao PDT. Em 1º de janeiro de 2001, deixou a prefeitura para se tratar em São Luís.
Em 8 de março de 2001, morreu por falência de múltiplos órgãos, em consequência de diabetes, no UDI Hospital, no bairro de Jaracaty, em São Luís.
Na madrugada até manhã do dia 9 de março, o corpo foi velado na Assembleia Legislativa, por iniciativa do presidente da Casa, o deputado estadual Manoel Ribeiro, em seguida, a urna funerária foi levada ao aeroporto Hugo da Cunha Machado (ou Tirirical), de onde seguiu para Balsas, no início da tarde, chegando horas depois. A governadora, Roseana Sarney, decretou luto estadual por 3 dias e a morte repercutiu tanto no nível no Maranhão e também no Brasil. Vários políticos acompanharam viagem até Balsas.
Ao chegar em Balsas, onde o prefeito Demito também decretou luto municipal, o cortejo percorreu várias ruas da cidade, acompanhada pela população até chegar à Fundação Joca Rego, tradicional estabelecimento de ensino no Sul do Maranhão, onde Rocha iniciou sua formação humanística. Durante o velório, foram celebradas missas de corpo presente. Em seguida, voltou a percorrer ruas e avenidas da cidade, parando em frente à igreja matriz Santo Antônio, depois seguindo para o cemitério onde houve o sepultamento.